# أرييلا أزولاي
أرييلا عائشة أزولاي (بالعبرية: אריאלה אזולאי، بالفرنسية: Ariella Aïcha Azoulay؛ ولدت في تل أبيب، 1962) هي مؤلفة وأمينة فن ومخرجة وباحثة نظرية في فن التصوير والثقافة البصرية، وهي أستاذة في الأدب المقارن والثقافة الحديثة والإعلام في جامعة براون.

## حياة المبكرة
أزولاي حاصلة على درجات علمية من جامعة باريس الثامنة، ومدرسة الدراسات العليا في العلوم الاجتماعية وجامعة تل أبيب.

## الحياة الأكاديمية
في عام 1999 بدأت التدريس في جامعة بار إيلان. في عام 2010، حُرم أزولاي من منصبه في بار إيلان، وهي خطوة اعتبرها بعض الزملاء والمعلقين ذات دوافع سياسية. في عام 2010 كانت أستاذة زائرة في جلادشتاين في مركز حقوق الإنسان بجامعة كونيتيكت. في عام 2011 كانت أستاذة أبحاث ليفرهولم في جامعة دورهام، وهي حاليًا أستاذة مساعدة في الأدب المقارن والثقافة الحديثة والإعلام في معهد واتسون للدراسات الدولية بجامعة براون. وشريكها، الذي شاركت معه أيضًا في تأليف أعمال كتابية، هو الفيلسوف عدي أوفير.

## الأعمال

### الكتابة
ما يلي متوفر بالترجمة الإنجليزية:
- عرض الموت: قوة الصورة في الديمقراطية المعاصرة، 2001
- العقد المدني للتصوير زون بوكس 2008
- من فلسطين إلى إسرائيل: سجل فوتوغرافي للدمار وتشكيل الدولة، 1947-1950، مطبعة بلوتو، 2011
- الخيال المدني: أنطولوجيا سياسية للتصوير، 2011
- (مع عدي أوفير) هذا النظام الذي ليس واحدًا: الاحتلال والديمقراطية بين البحر والنهر (1967 -)، مطبعة جامعة ستانفورد، 2011
- (مع عدي أوفير) حالة الدولة الواحدة: الاحتلال والديمقراطية في إسرائيل / فلسطين، مطبعة جامعة ستانفورد
- طرق مختلفة لعدم قول الترحيل، إصدار أقراص /فنون، 2013
- التاريخ المحتمل: التخلص من الإمبريالية، كتب فيرسو، نوفمبر 2019

### أفلام
- علامة السماء (1999)
- ملاكة التاريخ (2001)

- السلسلة الغذائية، 2010. الجزء 1، الجزء 2
- ملاك التاريخ. (مقتطفات هنا وهنا)
- التحالف المدني 2012